# Альбиков, Зият Абдуллович
Зият Абдуллович Альбиков (20 июля 1928, с. Усть-Кулатка Старо-Кулаткинского района Ульяновской области — 24 сентября 2017) — советский и российский учёный, специалист в области разработки регистрирующей аппаратуры для физических измерений. Лауреат Государственной премии СССР.
Окончил Московский инженерно-физический институт (1952). В 1952—1957 гг. в РФЯЦ-ВНИИЭФ: инженер, начальник дозиметрической лаборатории.
Участвовал в лабораторной отработке первого термоядерного заряда.
В 1957—1969 гг. работал в РФЯЦ-ВНИИТФ (должности — от старшего инженера до начальника отдела). Один из главных разработчиков реактора ФКБН.
В 1969—2009 гг. работал в НИИИТ (ВНИИА) (от начальника лаборатории до главного конструктора- заместителя научного руководителя (1989—1992), с 1992 главный научный сотрудник).
Награды: орден Трудового Красного Знамени (1974), медали «За доблестный труд. В ознаменование 100-летия со дня рождения В. И. Ленина», «Ветеран труда», «В память 850-летия Москвы».
Доктор технических наук, профессор.
Лауреат Государственной премии СССР 1984 г. за разработку специальной технологии проведения ядерных экспериментов.
Автор учебного пособия: Измерение параметров быстропротекающих процессов. : Учеб.пособие. / Зият Абдуллович Альбиков . – М. : [Б.и.], 1989 . – 35 с. : ил. - Библиогр.: с.35.